# Klaas Postma
Klaas Postma (Meppel, 25 december 1904 – 's-Gravenhage, Waalsdorpervlakte, 29 februari 1944) was een Nederlands verzetsstrijder uit de Tweede Wereldoorlog. Postma was de oprichter van verzetsgroep Oranje Vrijbuiters.

## Biografie
Postma werd geboren in Meppel, als zoon van Sjouke Postma en Janna Jans. Hij had vier broers en een zus: Jacob (1901-1991), Hennie (1903-1990), Frouwkje (1906-1970), Joop (1910-1995) en Bert (1922-1984). Hij deed eindexamen aan een technische school en leerde daarna voor architect. Hij verhuisde naar Den Haag, waar hij in 1933 trouwde met Theodora Jansje (Dora) van Straaten. Ze kregen twee zonen en een dochter. Postma kreeg een baan als bouwtechnisch ontwerper bij de Nederlandse Spoorwegen, waarna het gezin verhuisde naar Utrecht.

### Oorlogsjaren
Hun huis aan de Joseph Haydnlaan werd door de Duitse bezetter in beslag genomen. Ze bleven in de buurt wonen, in de Franz Schubertstraat 37. Tegenover dat huis was een school waar Duitsers waren ingekwartierd.
Al gauw werd Klaas Postma betrokken bij het verzet samen met Frits Meulenkamp. Hij richtte de Oranje Vrijbuiters op, hun hoofdkwartier was op de Nieuwegracht 151 in Utrecht. Ondanks de Duitse overburen namen de Postma's enkele joodse onderduikers in huis. Ook verzamelden ze wapens en verstopten die op zolder. Postma verstrekte onderduikadressen op de Veluwe en had ook contacten in het noorden van het land. Meulenkamp organiseerde het verzet. In 1943 werd een knokploeg opgericht om aan bonkaarten, blanco persoonsbewijzen en andere noodzakelijke middelen te kunnen komen.
Op 24 augustus 1943 vond een inval plaats op het hoofdkwartier aan de Nieuwegracht, waarbij Bertus Meulenkamp, Joop de Heus, Heinz Loewenstein en Leo Fischer werden gevangengenomen. Een dag later werden Klaas Postma en Jacques Martens gearresteerd. Andere leden werden, na verraad door Joop de Heus, in de weken erna opgepakt. Allen werden naar het Oranjehotel gebracht. Op 28 februari 1944 werden twintig leden ter dood veroordeeld. Op 29 februari 1944 werden achttien leden op de Waalsdorpervlakte gefusilleerd. Twee van hen kregen gratie, Jan van der Voort en Bertus Heij (1915-1991) omdat hij dezelfde verjaardag had als Hitler. De stoffelijke overschotten werden in een kuil gegooid.
Na de oorlog werden zij herbegraven op Begraafplaats Tolsteeg in Utrecht. De achttien verzetsstrijders werden begraven in negen graven. Postma deelt een graf met Hans van Koetsveld. Op 10 mei 1947 werd een monument onthuld, voorzien van de tekst:
Ik zal de halmen niet meer zien 

noch binden ooit de volle schoven

maar doe mij in den oogst geloven

waarvoor ik dien
10 mei 1947
(strofe uit gedicht van Adriaan Roland Holst)

### Familie
Zijn broer Jacob en diens echtgenote werden collaborateur, hij vervulde een hoge functie in de Nederlandse Nationaal-Socialistische Beweging (NSB), en werkte als provincieambtenaar tijdens de nazibezetting en deed propaganda. Broer Hennie zat in een jappenkamp, net als zijn vrouw en kinderen. Joop werd predikant. Broer Bert gaf zich op voor de Waffen-SS en vocht in de Sovjet-Unie.

## Eerbetoon
- Zijn naam staat vermeld op de Erelijst van Gevallenen 1940-1945.[11]
- Zijn naam staat vermeld op het verzetsmonument in de wijk Transwijk in Utrecht.[12]
- De Postmalaan in Utrecht is naar hem vernoemd.
- Ter hoogte van Franz Schubertstraat 37 in Utrecht ligt een stolperstein voor Postma.